# オレンジ・ジュース (バンド)
オレンジ・ジュース（英: Orange Juice）は、スコットランドのポストパンク・バンドである。グラスゴー郊外のベアーズデンで結成され、1976年に結成されたニュー・ソニックス（Nu-Sonics）が母体となっている。
エドウィン・コリンズが、同級生のアラン・ダンカンとともに、ニュー・ソニックス（格安ギターのブランド名に由来する）を結成。その後、マチェーテズ（The Machetes）というバンドを脱退してきたジェームズ・カーク、スティーヴン・ダリーの2名が加入した。結成から3年後の1979年、バンド名はオレンジ・ジュースに変更された。著名な曲として、1983年に全英シングルチャート8位にランクインした「Rip It Up」が挙げられる。この曲は、全米チャートトップ40にランクインした唯一の曲となった。

## ディスコグラフィ

### スタジオ・アルバム
- 『ユー・キャント・ハイド・ユア・ラヴ・フォーエヴァー』 - You Can't Hide Your Love Forever (1982年、Polydor)
- 『リップ・イット・アップ』 - Rip It Up (1982年、Polydor) ※旧邦題『キ・ラ・メ・キ・トゥモロー』
- 『ザ・オレンジ・ジュース』 - The Orange Juice (1984年、Polydor) ※旧邦題『ザ・サード・アルバム』

### ミニ・アルバム
- 『テキサス・フィーヴァー』 - Texas Fever (1984年、Polydor)

### ライブ・アルバム
- Thrillingly Live at Stirling OJ '81 (2013年、AED)
- Live at Valentinos (2015年、AED)

### コンピレーション・アルバム
- In a Nutshell (1985年、Polydor)
- 『ザ・ヴェリー・ベスト・オブ・オレンジ・ジュース』 - The Esteemed – The Very Best of Orange Juice (1992年、Polydor)
- 『オーストリッチ・チャーチヤード』 - Ostrich Churchyard (1992年、Postcard)
- 『ヘザーズ・オン・ファイア - ポストカード・シングルズ』 - The Heather's on Fire (1993年、Postcard)
- 『グレイテスト・ヒッツ 1981-2001』 - A Casual Introduction 1981/2001 (2002年、Setanta)
- The Glasgow School (2005年、Domino)
- Coals to Newcastle (2010年、Domino) ※6CD+DVDボックスセット